# Montecalvario (Core senza paura)
Montecalvario (Core senza paura) è il primo album in studio del cantante italiano Livio Cori, pubblicato l'8 febbraio 2019 dalla Sugar.

## Descrizione
Cori pubblica l'album in contemporanea con la partecipazione con Nino D'Angelo alla 69ª edizione del Festiva di Sanremo con il brano Un'altra luce, brano presente in doppia versione nell'album: una interamente in lingua napoletana e una in chiave sanremese con strofe in italiano. All'interno sono presenti alcuni brani usciti in precedenza come singoli e il brano tratto dalla serie televisiva Gomorra, Surdat.

## Tracce
1. Via dei Mille – 3:03 (Davide Totaro, Livio Cori)
2. Un'altra luce (feat. Nino D'Angelo) – 4:04 (Livio Cori, Francesco Fogliano, Mario Fracchiolla, Massimiliano Dagani, Nino D'Angelo)
3. Ammore e guapparia – 3:00 (Massimiliano Dagani, Livio Cori, Mario Fracchiolla)
4. Core senza paura – 2:57 (Massimiliano Dagani, Livio Cori, Mario Fracchiolla)
5. Due minuti – 3:31 (Livio Cori)
6. Adda passà – 3:13 (Massimiliano Dagani, Mario Fracchiolla, Pietro Miano, Federico Vaccari, Livio Cori)
7. 'A capa a fa bene – 2:46 (Livio Cori)
8. Nu juorno a vota – 3:14 (Livio Cori)
9. A casa mia – 2:54 (Livio Cori)
10. Nennè – 3:07 (Massimiliano Dagani, Mario Fracchiolla, Pietro Miano, Federico Vaccari, Livio Cori)
11. Surdat – 4:24 (Davide Totaro, Livio Cori)
12. Un'altra luce (Sanremo Edition) (feat. Nino D'Angelo) – 4:04 (Livio Cori, Francesco Fogliano, Mario Fracchiolla, Massimiliano Dagani, Nino D'Angelo)